# Funk (wyspa)
Funk – jałowa, odizolowana i niezamieszkana przez człowieka wyspa znajdująca się ok. 65 km na północnywschód od Musgrave Harbour w Nowej Fundlandii. Wielkość wyspy wynosi około 500 m².

## Populacje ptaków
Wiadomo, że na wyspie rozmnażało lub rozmnaża się jedenaście gatunków ptaków morskich.
- alka olbrzymia
- rybitwa popielata
- głuptak zwyczajny
- fulmar zwyczajny
- mewa siodłata
- mewa popielata
- mewa trójpalczasta
- alka zwyczajna
- nurzyk polarny
- maskonur zwyczajny
- nurzyk zwyczajny

W 1972 największą populacją na wyspie była populacja nurzyka zwyczajnego, wynosiła wówczas 196 461 par. To było ok. 80% populacji lęgowej tego gatunku we wschodniej Ameryce Północnej, co oznacza, że to jedna z najważniejszych kolonii ptaków morskich na świecie. W 1982 populacja ptaków morskich na Funk oszacowano na ponad milion osobników.